# Darlington (Maryland)
Darlington – jednostka osadnicza w Stanach Zjednoczonych, w stanie Maryland, w hrabstwie Harford.